# Agyrta klagesi
Agyrta klagesi är en fjärilsart som beskrevs av Rothschild 1912. Agyrta klagesi ingår i släktet Agyrta och familjen björnspinnare. Inga underarter finns listade i Catalogue of Life.